# Liste der Monuments historiques in Jaulnes
Die Liste der Monuments historiques in Jaulnes führt die Monuments historiques in der französischen Gemeinde Jaulnes auf.

## Liste der Bauwerke
| Bezeichnung        | Beschreibung                                     | Standort | Kennzeichnung | Schutzstatus | Datum | Bild           |
| ------------------ | ------------------------------------------------ | -------- | ------------- | ------------ | ----- | -------------- |
| Schloss Villeceaux | Erbaut im 15./16. Jahrhundert                    | (Lage)   | PA00087034    | Inscrit      | 1984  | weitere Bilder |
| Kirche St-Pierre   | Erbaut in der ersten Hälfte des 13. Jahrhunderts | (Lage)   | PA00087035    | Classé       | 1931  | weitere Bilder |

## Liste der Objekte
Zum Verständnis siehe: Kirchenausstattung
- Monuments historiques (Objekte) in Jaulnes in der Base Palissy des französischen Kultusministeriums